# Tintenroller
Ein Tintenroller oder engl. roller ball pen ist ein Schreibgerät, das eine wasserbasierte Tinte über eine Schreibkugel ähnlich dem Kugelschreiber abgibt. Im Unterschied zum Kugelschreiber, dessen ölbasierte Schreibpaste eine hohe Zähigkeit aufweist, ist die Tinte des Tintenrollers dünnflüssiger, was ein leichtes, gleitendes Schreiben ermöglicht.
Zwei Systeme werden angeboten:

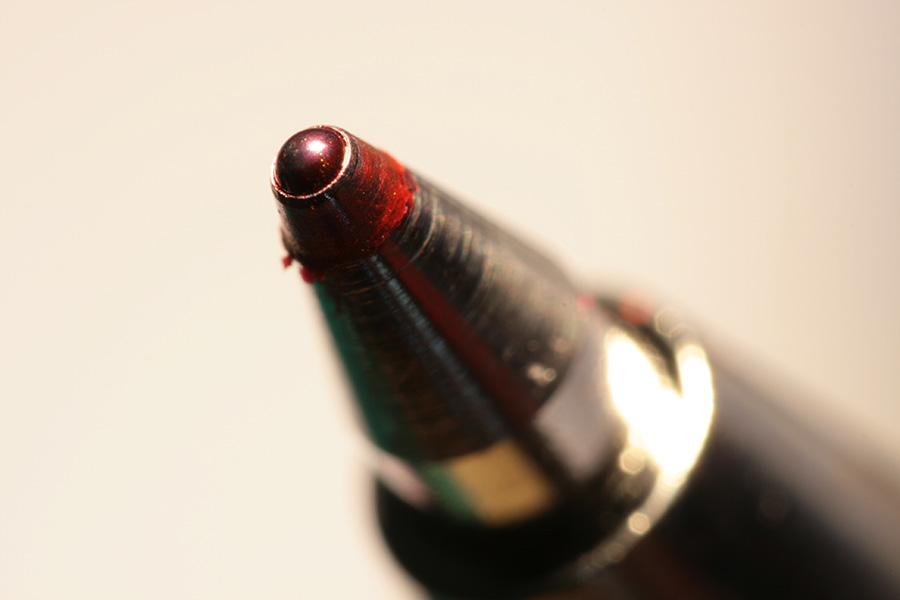
Makroaufnahme der Spitze

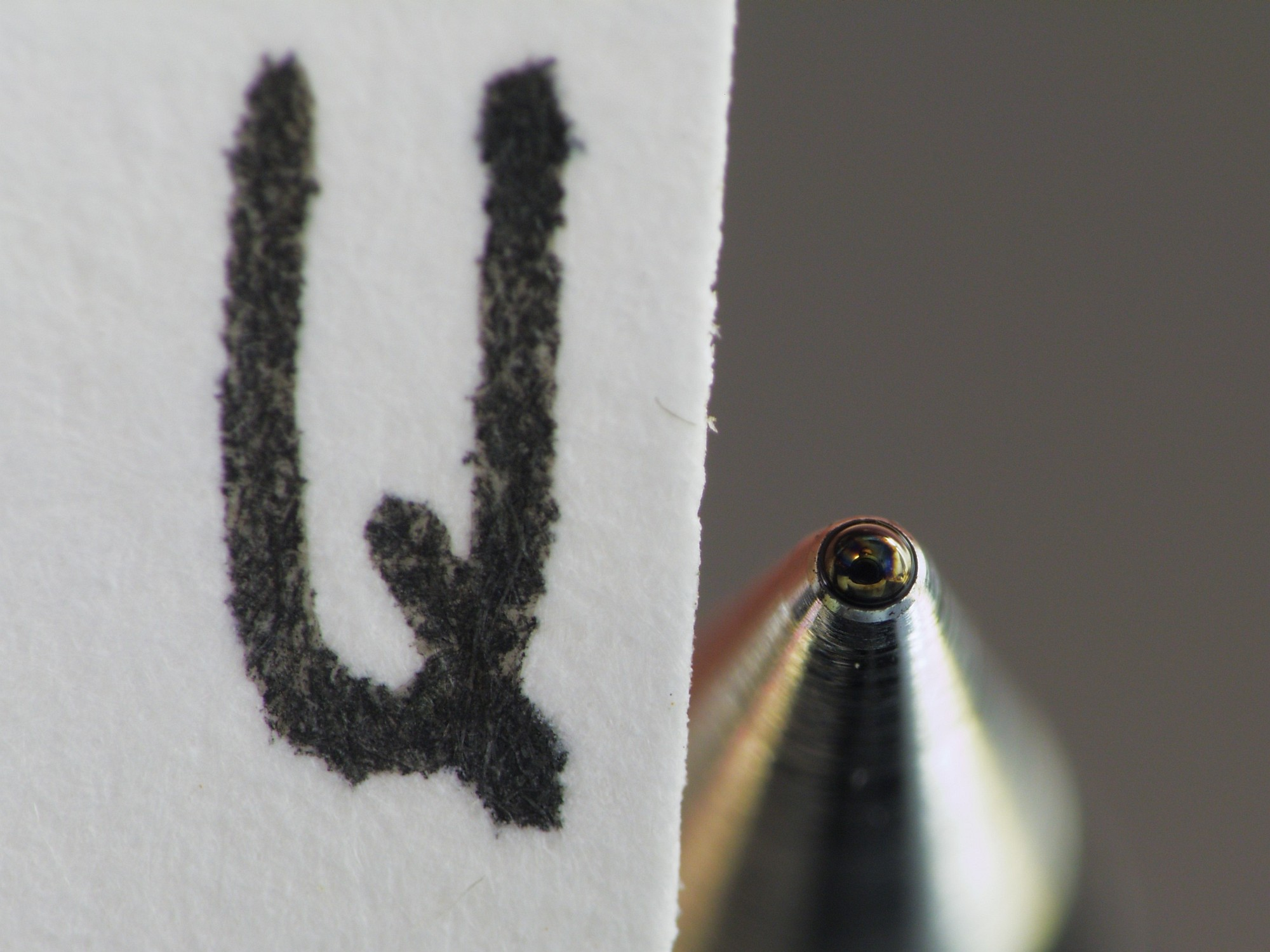
Schriftbild und Spitze

- Tinten-Rollerball: System, das die Vorteile eines Füllfederhalters und die einfachere Handhabung eines Kugelschreibers verbindet. Sie werden auch als Patronenroller bezeichnet.
- Gelschreiber: System, dessen gelartige Schreibfarbe (Geltinte) leichter fließt als die eines Kugelschreibers, zugleich aber wasserunlöslich und meist nach ISO 14145-2 dokumentenecht ist.

Einige Hersteller bieten auch explizit „flugsichere“ Stifte an.

## Geschichte
Die ersten (Tinten-)Rollerball-Systeme wurden 1963 vom japanischen Stiftehersteller Ohto entwickelt. Tintenleiter und Tinte befanden sich in einem geschlossenen Gehäuse, das einer Kugelschreibermine ähnelte.
Bei dem 1995 von der Karl Meisenbach KG entwickelten System Ink-Liner mussten Tintenleiter und Schreibkugel nicht mehr ausgetauscht werden, sondern nur noch die Standard-Tintenpatrone.